# Ananda Mahidol
Ananda Mahidol, ou Rama VIII (Heidelberg, 20 de setembro de 1925 — Bangkok, 9 de junho de 1946) foi rei da Tailândia de 1935 a 1946, oitavo Rei do Sião da dinastia Chakri. Assim, chamado de Rama VIII, reconhecido pela Assembleia Nacional como rei em 1935, aos nove anos quando morava na Suiça, tendo retornado a Tailândia em 1945, onde seis meses depois do ano seguinte foi encontrado morto á tiros em seu palácio real de Bangkok, no dia 9 de Junho de 1946. As circunstâncias da sua morte ainda são controversas.
Seu reinado foi marcado pela ocupação japonesa da Tailândia e a reconstrução do seu país no pós-guerra, recebendo mais atenção internacionalmente.